# Олексіївська сільська рада (Краснокутський район)
Олексі́ївська сільська́ ра́да — адміністративно-територіальна одиниця та орган місцевого самоврядування у Краснокутському районі Харківської області. Адміністративний центр — село Олексіївка.

## Загальні відомості
Олексіївська сільська рада утворена в 1920 році. Перетворена на Покровську у 1976 році, Олексіївську — у 1991 році.
- Територія ради: 63,145 км²
- Населення ради: 2 597 осіб (станом на 2001 рік)

## Населені пункти
Сільській раді підпорядковані населені пункти:
- с. Олексіївка
- с. Бідило
- с-ще Водяне
- с-ще Дублянка
- с-ще Прогрес
- с. Сонцедарівка
- с. Княжа Долина

## Склад ради
Рада складається з 16 депутатів та голови.
- Голова ради: Лучковська Лілія Анатоліївна
- Секретар ради: Рябченко Жанна Олександрівна

### Керівний склад попередніх скликань
| Прізвище, ім'я, по батькові   | Основні відомості                                                         | Дата обрання | Дата звільнення |
| ----------------------------- | ------------------------------------------------------------------------- | ------------ | --------------- |
| Коврига Володимир Миколайович | Сільський голова, 1958 року народження, безпартійний                      | 26.03.2006   | 01.04.2007      |
| Лучковська Лілія Анатоліївна  | Сільський голова, 1976 року народження, освіта вища, член Партії регіонів | 26.08.2007   | 31.10.2010      |
| Лучковська Лілія Анатоліївна  | Сільський голова, 1976 року народження, освіта вища, член Партії регіонів | 31.10.2010   |                 |

Примітка: таблиця складена за даними сайту Верховної Ради України

### Депутати
За результатами місцевих виборів 2010 року депутатами ради стали:

#### За суб'єктами висування
| Суб'єкт висування                 | Кількість обраних депутатів | %    |
| --------------------------------- | --------------------------- | ---- |
| Партія регіонів                   | 10                          | 62,5 |
| Аграрна партія України            | 2                           | 12,5 |
| Політична партія «Сильна Україна» | 2                           | 12,5 |
| Комуністична партія України       | 1                           | 6,3  |
| Самовисування                     | 1                           | 6,3  |

#### За округами
| № округу                          | Прізвище, ім'я, по батькові     | Дата визнання обраним | Освіта  | Партійна приналежність                  | Відомості про обраного депутата                           |
| --------------------------------- | ------------------------------- | --------------------- | ------- | --------------------------------------- | --------------------------------------------------------- |
| Аграрна партія України            |                                 |                       |         |                                         |                                                           |
| 4                                 | Полупан Микола Іванович         | 02.11.2010            | середня | член Аграрної партії України            | Дублянський спиртьзавод, машиніст                         |
| 5                                 | Литвяк Галина Миколаївна        | 02.11.2010            | середня | член Аграрної партії України            | тимчасово не працює                                       |
| Комуністична партія України       |                                 |                       |         |                                         |                                                           |
| 8                                 | Гуртова Юлія Євгеніївна         | 02.11.2010            | середня | член Комуністичної партії України       | Водянський фельдшерсько-акушерський пункт, медична сестра |
| Партія регіонів                   |                                 |                       |         |                                         |                                                           |
| 1                                 | Мірошник Людмила Олексіївна     | 02.11.2010            | вища    | член Партії регіонів                    | Олексіївська загальноосвітня школа, вчитель               |
| 2                                 | Пономаренко Олексій Якович      | 02.11.2010            | вища    | член Партії регіонів                    | ПСП «Світанок», інженер                                   |
| 6                                 | Мірошнік Сергій Володимирович   | 17.11.2010            | середня | член Партії регіонів                    | тимчасово не працює                                       |
| 9                                 | Леванда Олександр Володимирович | 02.11.2010            | вища    | член Партії регіонів                    | Водянський вугольний склад, завідувач                     |
| 11                                | Федосієнко Тетяна Петрівна      | 02.11.2010            | вища    | член Партії регіонів                    | Дублянська АСЛ, лікар                                     |
| 12                                | Мандровська Катерина Савеліївна | 02.11.2010            | вища    | член Партії регіонів                    | Дублянська АСЛ, головний лікар                            |
| 13                                | Шадріна Олена Володимирівна     | 02.11.2010            | вища    | член Партії регіонів                    | Дублянский будинок культури, директор                     |
| 14                                | Сватенко Федір Олександрівич    | 02.11.2010            | вища    | член Партії регіонів                    | Дублянський спиртзавод, теплотехник                       |
| 15                                | Гусак Сергій Миколайович        | 02.11.2010            | вища    | член Партії регіонів                    | тимчасово не працює                                       |
| 16                                | Цовма Наталі Вікторівна         | 02.11.2010            | вища    | член Партії регіонів                    | Червонопрапорська загальноосвітня школа, вчитель          |
| Політична партія «Сильна Україна» |                                 |                       |         |                                         |                                                           |
| 3                                 | Гладкий Віктор Михайлович       | 02.11.2010            | середня | член Політичної партії «Сильна Україна» | приватний підприємець                                     |
| 10                                | Стрілець Валентина Ігорівна     | 02.11.2010            | середня | член Політичної партії «Сильна Україна» | Олексіївська загальноосвітня школа, вчитель               |
| Самовисування                     |                                 |                       |         |                                         |                                                           |
| 7                                 | Рябченко Жанна Олександрівна    | 02.11.2010            | середня | член Партії регіонів                    | Олексіївська сільська рада, секретар                      |